# 西藏附地菜
西藏附地菜（学名：Trigonotis tibetica）为紫草科附地菜属的植物。分布在锡金、克什米尔、尼泊尔以及中国大陆的西藏、青海、四川等地，生长于海拔1,800米至4,200米的地区，多生于圈滩、高山、灌丛中、亚高山山地草坡及路旁亦有生长，目前尚未由人工引种栽培。